# M 14 (звёздное скопление)
M 14 (также известно как M 14 или NGC 6402) — шаровое звёздное скопление в созвездии Змееносца.

## История открытия
Было открыто Шарлем Мессье в 1764 году.

## Интересные характеристики
Расположенное на расстоянии 30 300 световых лет, M 14 содержит несколько сот тысяч звёзд. Общая светимость M 14 в 400 тысяч раз больше солнечной, что соответствует абсолютной звёздной величине −9,12m. M 14 простирается на 100 световых лет в поперечнике.
В скоплении известно около 70 переменных звёзд, многие из которых принадлежат к типу W Девы, типичному для шаровых скоплений. В 1938 году в скоплении появилась новая, хотя она не была замечена до 1964, когда фотографические пластинки того времени были изучены. По оценкам, новая достигла в максимуме +9,2 звёздной величины, что в 5 раз ярче самой яркой «нормальной» звезды скопления.

## Наблюдения

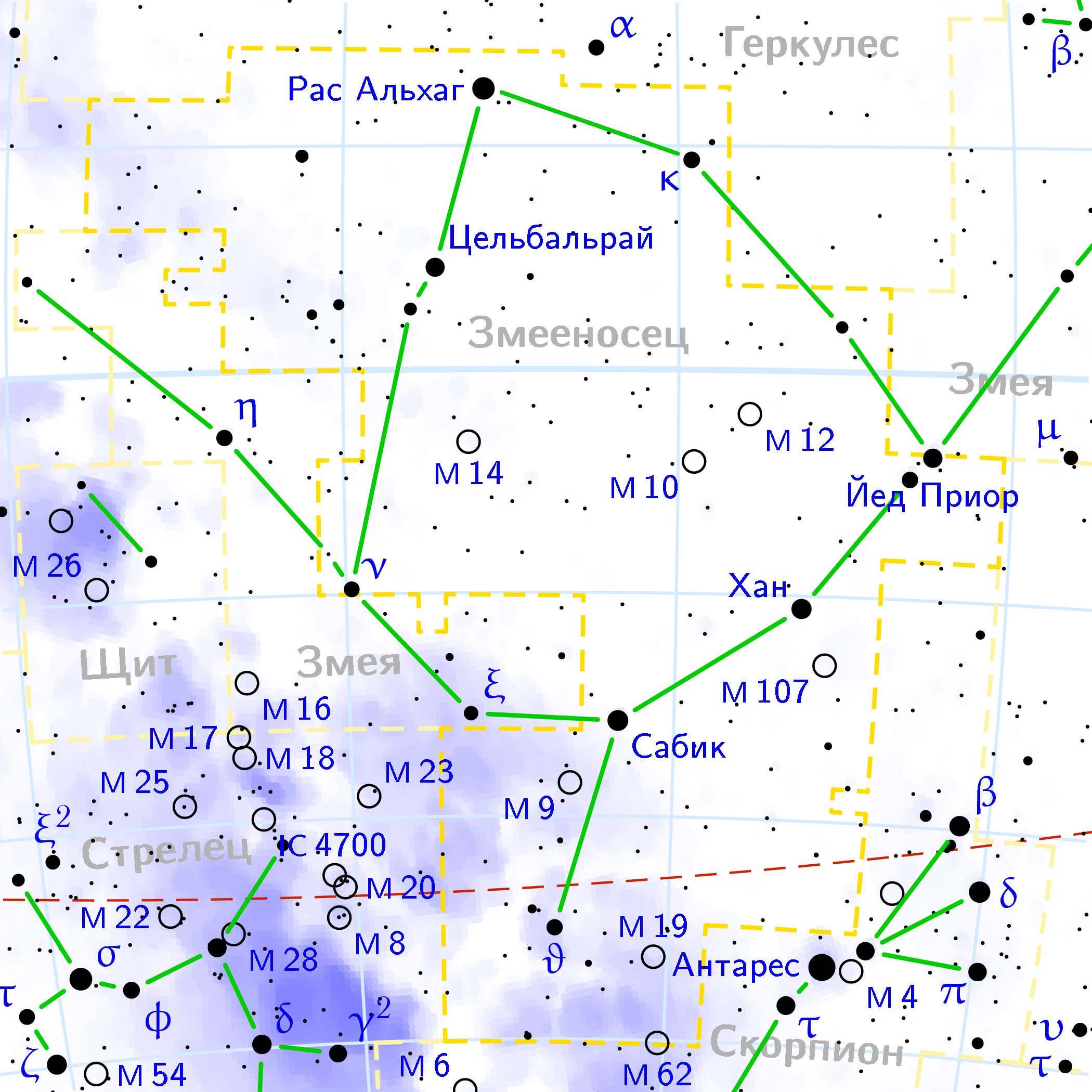
M 14 в Созвездии Змееносца

Это шаровое скопление лежит в части летнего созвездия Змееносец, бедного ориентирами, и разыскать объект, даже при помощи хорошего бинокля или искателя телескопа — непростая задача. M 14 расположена чуть южнее середины отрезка, соединяющего ν и σ Змееносца. В бинокль скопление едва заметно. Скопление разрешается на звёзды по периферии только в телескоп с апертурой от 200 мм.
Примерно в 3° к юго-западу от M 14 (рядом со звездой 4,5m) расположено очень тусклое шаровое скопление NGC 6366.

### Соседи по небу из каталога Мессье
- M 10 и M 12 — (на запад — ближе к центру Змееносца) пара довольно ярких и разных скоплений;
- M 9 — (на южной окраине Змееносца) менее концентрированное и не такое богатое;
- M 11 — (на востоке, в Щите) одно из самых красивых рассеянных скоплений летнего неба.

### Последовательность наблюдения в «Марафоне Мессье»
…M 4 → M 29 → M 14 → M 9 → M 71…

## Изображения
Гал.долгота 21.3239° 

Гал.широта +14.8044° 

Расстояние 30 300 св. лет